# Buenavista (Quezon)
Buenavista (Bayan ng Buenavista) är en kommun i Filippinerna. Kommunen ligger på ön Luzon, och tillhör provinsen Quezon. Folkmängden uppgår till 22 840 invånare.

## Barangayer
Buenavista är indelat i 37 barangayer.
| - Bagong Silang - Batabat Norte - Batabat Sur - Buenavista - Bukal - Bulo - Cabong - Cadlit - Catulin - Cawa - De La Paz - Del Rosario - Hagonghong | - Ibabang Wasay - Ilayang Wasay - Lilukin - Mabini - Mabutag - Magallanes - Maligaya (Esperanza) - Manlana - Masaya - Poblacion - Rizal - Sabang Pinamasagan | - Sabang Piris - San Diego - San Isidro Ibaba - San Isidro Ilaya - San Pablo - San Pedro (Villa Rodrigo) - San Vicente - Siain - Villa Aurora - Villa Batabat - Villa Magsaysay - Villa Veronica |